# Ilythea carlestolrai
Ilythea carlestolrai är en tvåvingeart som beskrevs av Canzoneri 1993. Ilythea carlestolrai ingår i släktet Ilythea och familjen vattenflugor.
Artens utbredningsområde är Spanien. Inga underarter finns listade i Catalogue of Life.